# Ana Malaquias
Ana Malaquias é um bairro do município brasileiro de Timóteo, no interior do estado de Minas Gerais. Localiza-se no distrito-sede, estando situado na Regional Sul. Segundo o censo demográfico de 2022, realizado pelo Instituto Brasileiro de Geografia e Estatística (IBGE), sua população era de 1 478 habitantes e havia 489 domicílios particulares permanentes ocupados.
De acordo com o IBGE, em 2010 a população era de 1 148 habitantes e havia 357 domicílios particulares.

## História e descrição
O bairro surgiu na década de 1970. A execução do calçamento e urbanização foi realizada pela administração municipal antes de 1981, porém ainda existiam vias em processo de pavimentação segundo informações de 2018.
Está situado em uma área de morro próxima do Centro-Sul de Timóteo, inclusive com registros de moradias em área de risco de deslizamentos de terra. Neste bairro está localizada a unidade da Associação de Proteção e Assistência ao Condenado (APAC) do município.